# Uvalde Estates (Teksas)
Uvalde Estates je naseljeno mjesto za statističke potrebe u američkoj saveznoj državi Teksas. Prema popisu stanovništva iz 2010. u njemu je živjelo 2.171 stanovnika.